# Lernaeolophus sultanus
Lernaeolophus sultanus är en kräftdjursart som först beskrevs av Milne-Edwards 1840.  Lernaeolophus sultanus ingår i släktet Lernaeolophus och familjen Pennellidae. Inga underarter finns listade i Catalogue of Life.